# Dicrodon
Dicrodon – rodzaj jaszczurek z rodziny tejowatych (Teiidae).

## Zasięg występowania
Rodzaj obejmuje gatunki występujące w Ekwadorze i Peru. 

## Systematyka

### Etymologia
Dicrodon: gr. δικροος dikroos „rozwidlony, rozszczepiony”; οδους odous, οδοντος odontos „ząb”.

### Podział systematyczny
Do rodzaju należą następujące gatunki: 
- Dicrodon guttulatum
- Dicrodon heterolepis
- Dicrodon holmbergi